# قط شيرازي
القط الشيرازي أو القط الفارسي طويل الشعر أو  القط الإيراني طويل الشعر ويعرف أيضا بـ (بالفارسية: گربه ایرانی)، هي سلالة قطط ذات فرو طويل أصيلة المملكة المتحدة. ينتمي القط إلى عائلة السنوريات. وتتميز هذه السلالة بألوانها المتعددة. القط ذو حجم متوسط إلى كبير وهيئة مدورة ووجه ذو خطم قصير جدا. عرفت هذه السلالة منذ أواخر القرن التاسع عشر، وعُدلت أول مرة من قبل الإنجليز، وبعد ذلك بشكل رئيسي من قبل الولايات المتحدة بعد الحرب العالمية الثانية.
الاختيار من قبل المربين سمح بتطوير مجموعة واسعة من الألوان وكذلك سمح بتطوير وجه مسطح مثير للجدل. استُمدت العديد من الأنواع وطورت من سلالة القط الفارسي من بينها قط الدخيل. تتميز تربية القط الفارسي بالتعديل الدوري على مستوى الفرو والعينين والأذنين. يمكن أن يصاب القط الفارسي بداء الكلية متعددة الكيسات السائد.
الطبيعة الهادئة والمسالمة للقط الفارسي منحته الميل للعيش في المنازل. بسبب شعبيته الكبيرة، يظهر القط في جميع معارض القطط، وهو القط الأكثر مبيعا في العالم. ظهر القط الفارسي في العديد الكتب والأفلام.

## التاريخ

### القطط الأولى ذات الفرو الطويل

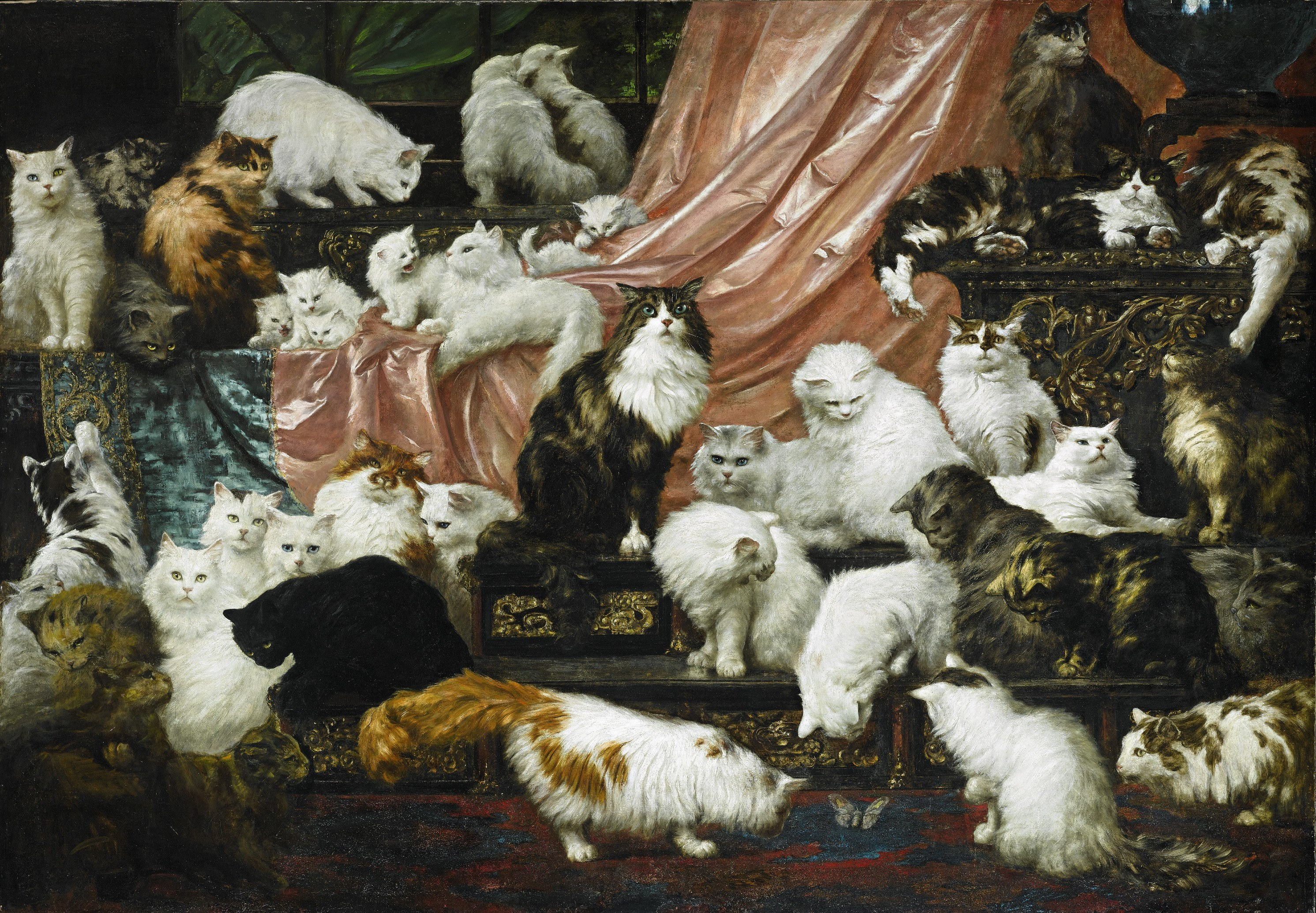
عشاق زوجتي بريشة الفنان كارل كالر رسمها سنة 1891 تصور اثنين وأربعين من قطط الأنجورا التركية. اللوحة ضمن مجموعة خاصة.

ينحدر اسم السلالة من الأسلاف الفارسية، وهي الأنغورا التركية. هذه السلالة، والتي أتت من حدود تركيا وإيران، بلاد فارس، أُعطيت جينات مسؤولة عن الفرو الطويل. هذا هو سبب اختيار كلمة «الفارسي» لتسمية هذه السلالة.
يرى البعض أن سلف القط منحدر من قطط موجودة في خراسان والذي يتميز بفرو طويل رمادي اللون. وصف بوفون قطط خراسان بالقطط التي «تتشابه في اللون بما نسميه قط شارتروه، وتشبه بما نسميه قط الأنغورا ».
حمل بيترو ديلا فاليه إلى إيطاليا من رحلاته في بلاد فارس في القرن السادس عشر قططا ذات فرو طويل والتي لم تكن موجودة آنذاك في أوروبا. استُنسخت هذه القطط لأول مرة في إيطاليا، وأُدخلت بعد ذلك إلى فرنسا حيث كانت مفضلة عند نساء البرجوازيين. بداية تربية القطط ذات الفرو الطويل في أوروبا كانت من خلال إدخال نيكولا كلود فابري دي بايرسك (عضو برلمان آكس أون بروفانس) زوجين إلى فرنسا، وقد أحضرهما من دمشق.

### تطوير السلالة

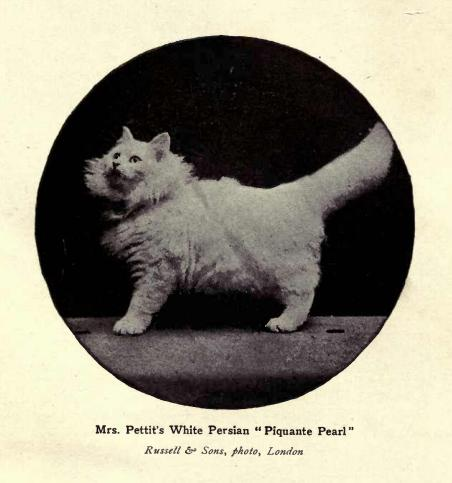
القطط الفارسية الأولى كانت أقل استدارة مما هو عليه الآن، والصورة ملتقطة سنة 1902.

في وقت لاحق، وصلت السلالة إلى بريطانيا العظمى، حيث سرعان ما تمتعت بشعبية كبيرة. وكان يسمى بـ «القط الفرنسي »، «القط الصيني» وبعد ذلك «القط الهندي». وانتهت بتسميته بـ longhair (الفرو الطويل بالعربية) نسبة إلى فرائه.
في غضون القرن التاسع عشر، استُنسخت أول قطط فارسية من قطط الأنغورا الموجودة بالفعل في إنجلترا وقطط من النوع الأوروبي. ووصل البريطانيون إلى أهدافهم المتعلقة بالشكل والفراء سنة 1850.
عُرضت أولى القطط في معرض قططٍ بقصر الكريستال (Crystal Palace) بلندن سنة 1871، وظهر القط في المعرض جنبا إلى جنب مع القط البريطاني قصير الشعر حيث كان البريطانيون فخورين به.
في ذلك الوقت، تم وضع برنامج تربيةٍ من قبل مربين بريطانيين من خلال تناسل القط الفارسي في ذلك العهد والقط البريطاني قصير الشعر. وكانت النتيجة قطا أكثر استدارة. تم إجراء عمل طويل لأول مرة بهدف تحسين نوعية الفرو والهيئة. عمل المربون البريطانيون في وقت لاحق على تنويع الألوان: كان أول قط فارسي ذو لون واحد. ولكن بحلول نهاية القرن التاسع عشر ظهرت القطط الفارسية (ذات لونين أو ثلاثة ألوان) tabby، smokes، chinchilla، silver shaded و golden في عديد المعارض.

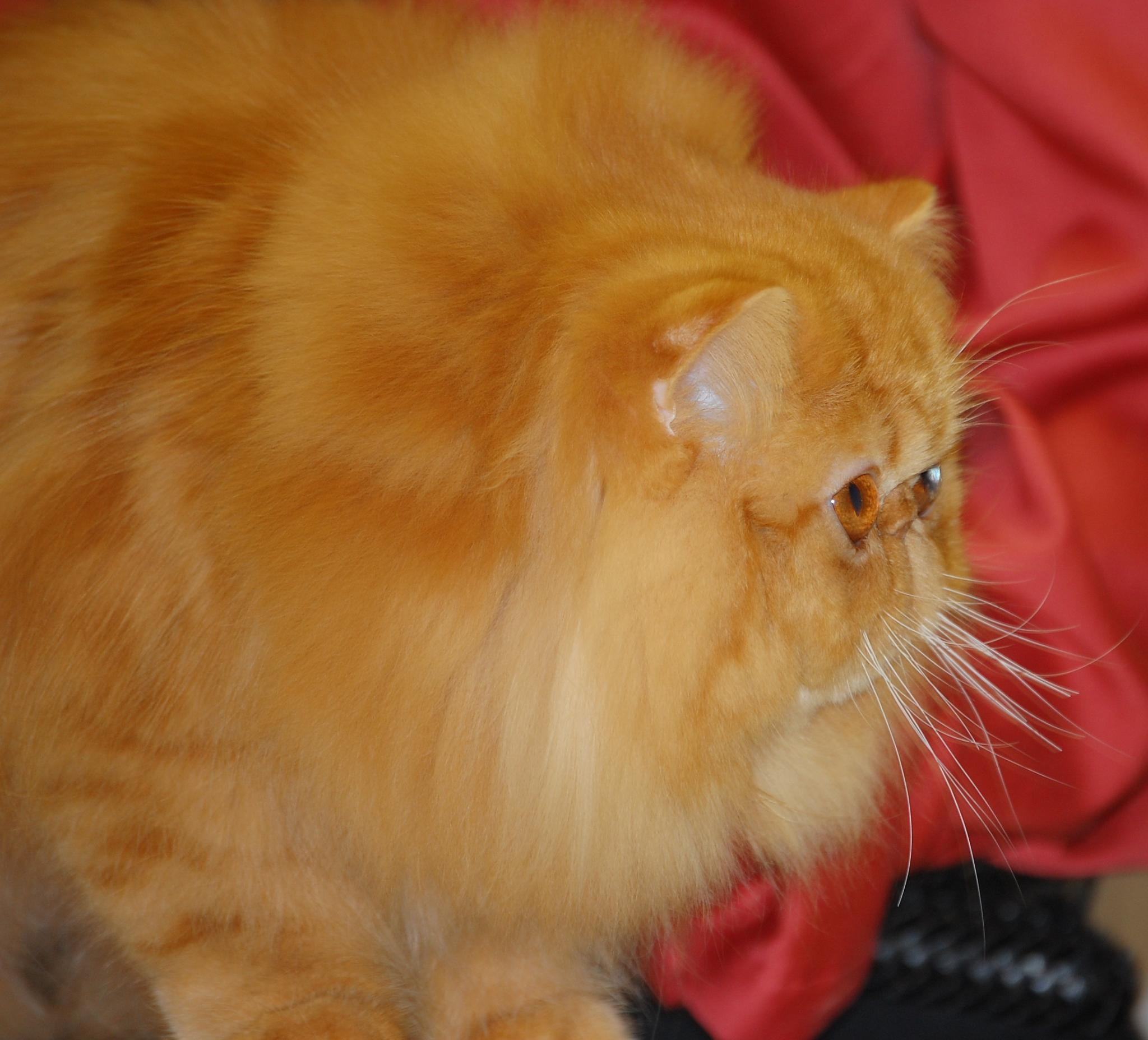
الوجه المسطح للقط الفرسي peke-face.

سرعان ما حضيت السلالة بشعبية واسعة في الولايات المتحدة التي واصلت العمل والاستنساخ الذي نفذه البريطانيون من قبل. ذهب الأميركيون إلى أقصى حد، بزيادة استدارة القط وتنويع ألوانه، وتوصلوا في الخمسينات إلى قط فارسي مخطط.
في عام 1930 قام المربون الأمريكيون باستنساخ نوعية جديدة من القط الفارسي: « peke-face » أو «البكيني» للمربين الفرنسيين، شبهاً بسلالة الكلب البكيني المتميزة بالرأس المسطح · . ظهور هذا النوع الجديد ولد الكثير من الجدل في أوروبا في عام 1970، من جانبٍ المدافعون عن النوع «الإنجليزي» ومن جانبٍ المدافعون عن النوع «الأمريكي». هذا الجدل بشأن هذه الأنواع من القط الفارسي لا يزال موجودا اليوم.
وصل القط الفارسي وحيد اللون إلى فرنسا في أوائل القرن العشرين، وبدأ أول استنساخ في فترة ما بين الحربين العالميتين.

### الشعبية
في الألفينات، السلالة الفارسية هي السلالة الأكثر شعبية في العديد من البلدان، على الرغم من أنه يفقد المزيد والمزيد من التألق لصالح سلالات أخرى، بما في ذلك قطط ماين كون والبنغال · . في فرنسا، تمثل القطط الفارسية ثلث القطط الأصيلة المسجلة في عام 2007، هو أيضا أعلى السلالات في الولايات المتحدة وإنجلترا وتحتل المركز الرابع منذ عام 2006. ومع ذلك، فإن سلالة القط الفارسي هي الوحيدة التي انخفضت حسب تقديرات اتحاد إدارة الكتاب الرسمي في أصول القطط بين عامي 2003 و2007، بأكثر من الربع.
| السنوات | الكتاب الرسمي في أصول القطط | الكتاب الرسمي في أصول القطط | مجلس إدارة هواية العناية بالقطط | مجلس إدارة هواية العناية بالقطط |
| ------- | --------------------------- | --------------------------- | ------------------------------- | ------------------------------- |
| السنوات | التسجيلات                   | الرتبة                      | التسجيلات                       | الرتبة                          |
| 2003    | 5358                        | الأول                       | 3908                            | الثالث                          |
| 2007    | 3981                        | الأول                       | 2715                            | الرابع                          |

وكان تطور القطط الفارسية بطيئا جدا. والواقع أن هذه الأصناف لا تمتلك شعبية كبيرة بسبب الميزات الجسدية. بسبب الوجه كثير التسطح والعيون المنتفخة. وعلاوة على ذلك، فلدى هذه القطط في كثير من الأحيان مشاكل في العين بسبب خلل في القنوات الدمعية والتنفسية.
وهو أكثر قط أصيل يُتخلى عنه، لأنها تمثل 70٪ من إجمالي القطط الأصيلة المُتخلى عنها، ربما بسبب العناية اليومية اللازمة لذلك، وربما يعاني هذا النوع من أمراض الكلى.

## المعايير
المعايير المختلفة لجمعيات القطط عادة قريبة جدا لوصف «القط الفارسي بالمثالي». ومع ذلك، فإن سلم النقاط يختلف من اتحاد لآخر، وتفضل بعض الجمعيات التركيز على اللون وشكل الوجه. وغالبا ما تقسم الألوان المختلفة لتبسيط الملاحظات.

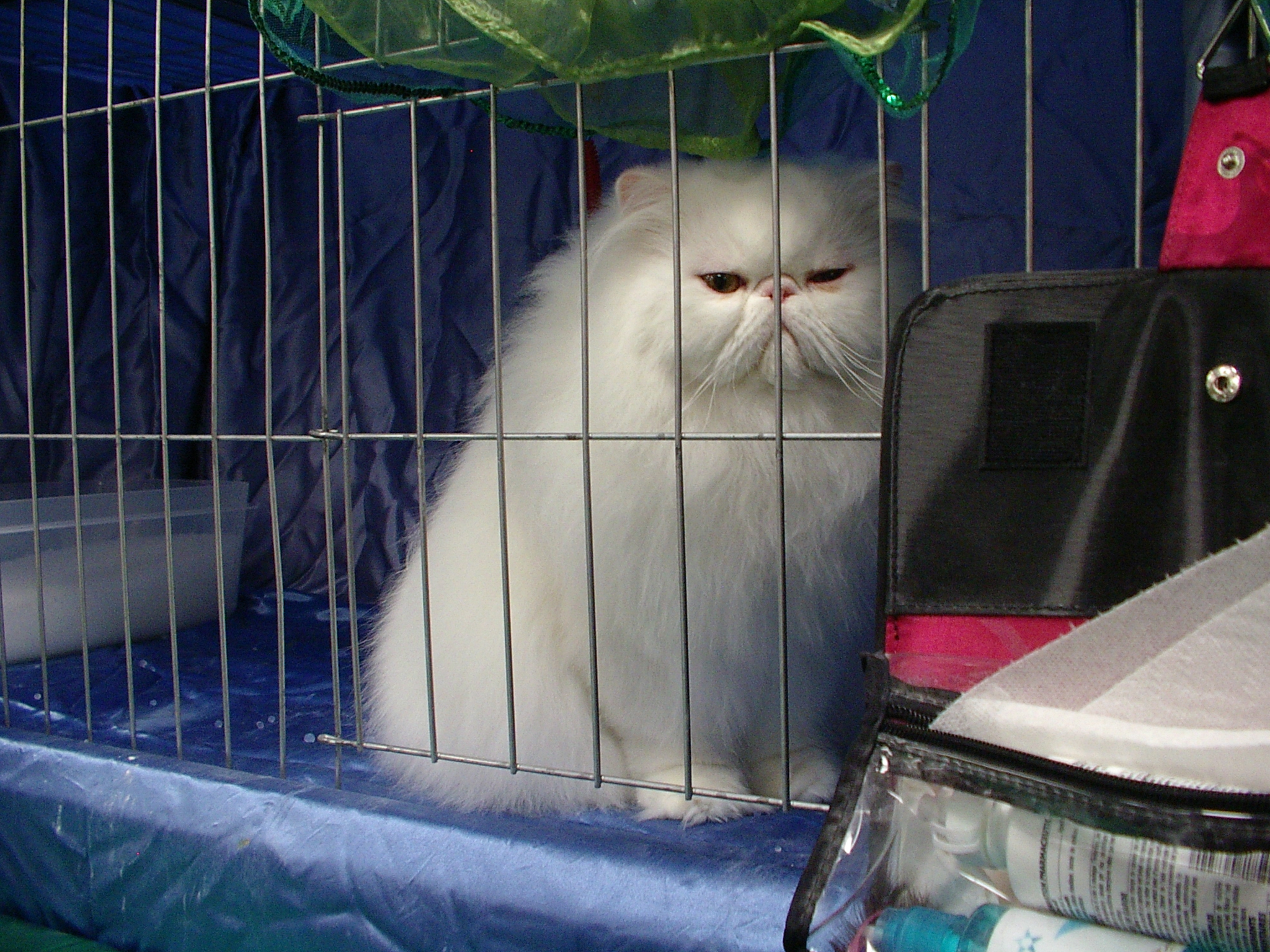
قط فارسي أبيض في قفصه قبل بطولة سنة 2006 في ماديسون سكوير غاردن.

| الاتحاد                     | الرأس | لون العينين                    | الجسم | لون الفرو | المظهر العام |
| الاتحاد الأسترالي للقطط     | 30    | 15                             | 20    | 30        | 5            |
| ACFA                        | 35    | 5 النقاط محتسبة مع «الرأس»     | 30    | 30        | 5            |
| محلل مالي معتمد             | 30    | 10                             | 20    | 30        | 10           |
| الاتحاد الدولي للقطط        | 25    | 15                             | 25    | 30        | 5            |
| الكتاب الرسمي في أصول القطط | 35    | 5 النقاط محتسبة مع «لون الفرو» | 35    | 25        | 5            |
| TICA                        | 35    | 10 النقاط محتسبة مع «الرأس»    | 35    | 20        | 10           |
| الاتحاد العالمي للقط        | 30    | 15                             | 20    | 30        | 5            |

### الجسم
القط الفارسي هو قط قصير وعريض القامة ومستدير. ويُظهر المظهر العام قطا متوسط الحجم إلى كبير، ثقيل وقصير الساقين. الطول المفرط للظه أدى إلى فرض عقوبات من جانب المحكمين في معارض القطط. الوركان والكتفان مستديران ولهما نفس العرض، مع صدر واسع وعميق، وباقي البطن مستدير تقريبا. العنق قصير وضخم، ويعطي انطباعا بأن الرأس مرتبط بالكتفين. ويعتبر الصدر الضيق جدا وقصر الرقبة عيوبا في المعارض · .
الساقان قصيرتان وقويتان وذاتا استقامة حادة. الأقدام كبيرة، مدورة مع أصابع الضيقة. المعايير الأسترالية (الاتحاد الأسترالي للقطط) والاتحاد العالمي للقط (WCF) تحدد أن خصلات الفرو بين البطانات هي المفضلة · . الذيل	قصير وكثيف، وقصير نوعا ما.

### الرأس
رأس القط الفارسي نموذجي للسلالة وربما شكله يتيح التعرف على القط من بعيد. وهو مستدير وضخم، مع عظامٍ وجنيةٍ ناتئةٍ، خطم مستدير والجمجمة في شكل قبة. الذقن قوي. الأنف واسع وطويل، مسطح مع نهاية عميقةٍ. إذا نظرنا إليه جانبيا فإن الذقن والأنف على نفس الاستقامة. من الناحية المثالية، النهاية موضوعة بين العينين والمنخران مفتوحان جيدا لتنفس سليم. القطط التي لديها صعوبة في التنفس يمنع أن تحظر في المعارض، وبالتالي يجب أن يكون المنخران مفتوحين جيدا للسماح بتنفس طبيعي.
فك القط الفارسي أقصر من فكوك القطط الأخرى. في المتوسط، يبلغ طول الفك السفلي 2.6 سم وعرضه 2.5 سم في حين أن قياسات فك القط المنزلي قصير الشعر تبلغ على التوالي 3.1 سم و2.9 سم. ويبلغ طول الفك العلوي 2.75 سم وعرضه 2.95سم وعلى التوالي 3.45 سم و3.5 سم بالنسبة للقط المنزلي قصير الشعر. هذا الاختلاف في حجم الفك له آثار في قدرة الإمساك لدى القط الفارسي فهو يبتلع قطع اللحم من الجانب السفلي من اللسان، وهو أمر غير مألوف لدى القطط.
العينان متابعدتان عن بعضهما، فهما كبيرتان ومستديرتان وتتناسب ألوانهما مع لون الفرو. يجب أن تكون الألوان شديدة ويعتبر اللون الباهت عيبا. الآذان شبه مدورة، صغيرة ومفتوحة قليلا في القاعدة ومتباعدة بشكل جيد على الجمجمة. وينبغي أن تحتويَ الأذن من الداخل على الفرو.
تدافع بعض المنظمات على أشكال الوجه الأكثر تقليدية مثل « doll face » أو «رأس الدمية»، معتبرة أن « peke-face » لديها خلل في القنوات الدمعية والتنفسية وبالتالي فمن غير المناسب أن تطور مثل هذه الأصناف. على العكس، فإن الاتحاد الكندي CCA-AFC يعرِّف peke-face كفئة من سلالة القط الفارسي، وألوانها الوحيدة بنية مائلة للحمرة أو مخططة.

### الألوان والفراء
الفراء طويل، كثيف وموحد جميع أنحاء الجسم. يجب أن يكون قياس الشعرة 10 سم في المتوسط. ولكن يمكن أن يصل طولها إلى 20 سم، ولا سيما حول الرقبة. وهذه هي السلالة الوحيدة ذات الفرو الطويل، وباقي السلالات طول فروها متوسط. الفرو حريري جدا، خفيف، مع أسفل شعرٍ وفي يعطي بعض الحجم. للمعارض، يجب أن يكون الفرو نظيفا وأن تستعمل فرشاة في تصفيفه لتجنب العقوبات. الحجم الجيد للفرو يحصد خلاله القط نقاطا إضافية. ومع ذلك، أي وجود عقدة وتقديره للغاية.
يتم قبول جميع الألوان. حاليا، م التعرف على أكثر من 150 صنفا من القطط الفارسية، ولكن هناك أكثر من 300. هذا العدد لثلاثة عشر صنفا معترف بها من قبل الاتحاد الدولي للقطط في عام 1970، ارتفع بشكل مطرد لغاية 1980، وكان بالفعل ثلاثة وعشرين. هناك تفسير لوجود عدد كبير من الأصناف. في الواقع، كل دمج من نوع من الفرو واللون يخلق صنفا جديدا: القط الفارسي الأزرق المخطط هو صنف مختلف عن القط الفارسي البني المائل للحمرة على سبيل المثال.
العديد من المصطلحات الفنية مستخدمة لمعرفة جميع ألوان الفراء، بعض الكلمات محددة فقط للقط الفارسي. وهكذا، فإن مصطلح «الفارسي الكلاسيكي» يعني الفراء الموحدة، قط ذو فرو صدفة السلحفاة، smoke، و tabby.

### الفرو ذو اللون الواحد
القطط الفارسية الموحدة أو solids أو كذلك ذات اللون الواحد. ألوان الفراء هي الأبيض والأزرق والأسود وبني مائل للحمرة، ولكن أيضا قشدي اللون وأرجواني. يجب على لون الفرة أن لا يختلف: على سبيل المثال، القط الفارسي الأبيض لا تظهر فيه بقع بنية اللون. خارج الفارسي الأبيض، اللون الوحيد للعيون هو اللون البرتقالي وتنوعاتها (على سبيل المثال اللون النحاسي).
أول القطط الفارسي كانت ذات لون واحد. الألوان القديمة للفراء كانت الأزرق والأبيض والأسود. الفارسي الأزرق، كان محبذا للملكة فيكتوريا، وسرعان ما حققت القطط النجاح: مؤسسة القطط الفارسية الزرقاء، التي تأسست في المملكة المتحدة في عام 1901، أول نادٍ للسلالة. في الولايات المتحدة، وفرنسا، كان هذا اللون الشائع في أوائل القرن العشرين أيضا. ومن المرجح أنه تم الحصول على هذا اللون من التناسل بين الأسود والأبيض وكانت أولى القطط مخططةً. بعد أن تم اختيارها لفترة طويلة، تستخدم لتعزيز أصناف أخرى.
الفارسي الأبيض، ولد من تناسل الأنجورا التركية والفارسية الزرقاء، موجودة منذ القرن التاسع عشر، وقدم للمرة الأولى في معرض في لندن في عام 1903. لمنع صمم القطط البيضاء مع العيون الزرقاء، يجب أن تتناسا مع القطط قصيرة الشعر البريطانية للحصول على أعين صفراء أو أعين مختلفة اللون.
معروفة منذ القرن السادس عشر، القطط الفارسية السوداء، وسعى الناس لتربيتها في القرن التاسع عشر، وكان من الصعب الحصول عليها: لم يكن هناك، في عام 1910، إلا سبعة عشر قطا فارسيا أسودا في المعارض، وطور هذا الفرو بعد الحرب العالمية الأولى. وتفسر ندرة الفارسي الأسود بسبب صعوبة الحصول على أسود كامل بسبب وجود بقعة رمادية أو بنية اللون. العناية بالقط الفارسي الأسود هي أيضا أكثر صعوبة بسبب الرطوبة وأشعة الشمس التي تغير لون الفرو. في الولايات المتحدة، قط فارسي أسود واحد انتخب ثلاث مرات «قط السنة».
يولد القط الفارسي البني المائل للحمرة مخططا لكن تختفي هذه العلامات تماما. ومع ذلك، فإنه غالبا ما تبقى علامات خفيفة على الوجه والساقين والذيل. وتختفي الخطوط بسبب طول الفرو. ظهرت في إنجلترا في عام 1895، هلك العديد من القطط الفارسية البنية المائلة للحمرة خلال الحرب العالمية الثانية، وخاصة في ألمانيا. إلا أنه بعد الحرب أبدى البريطانيون والأستراليون اهتماما سمح بإعادة التربية الانتقائية.
اللون البني والأرجواني هي أكثر حداثة وهي نتائج تربية القط الفارسي المنقط في الأربعينات. لا تزال نادرة، وقد تطلب هذان الصنفان مجموعة قوية جدا لتوحيد لون الفرو ومظهر التشكل، بما في ذلك شكل الوجه الذي عدل بإضافة دم القط السيامي. طور الفارسي ذو اللون القشدي من قبل المربين الأمريكيين. هو في الأصل نتج عن التناسل العرضي بين الفارسي البني المائل للحمرة أو بين الفارسي ذي فرو صدفة السلحفاة والفارسي البني المائل للحمرة المخطط، وتظل واحدة من أندر الأصناف.

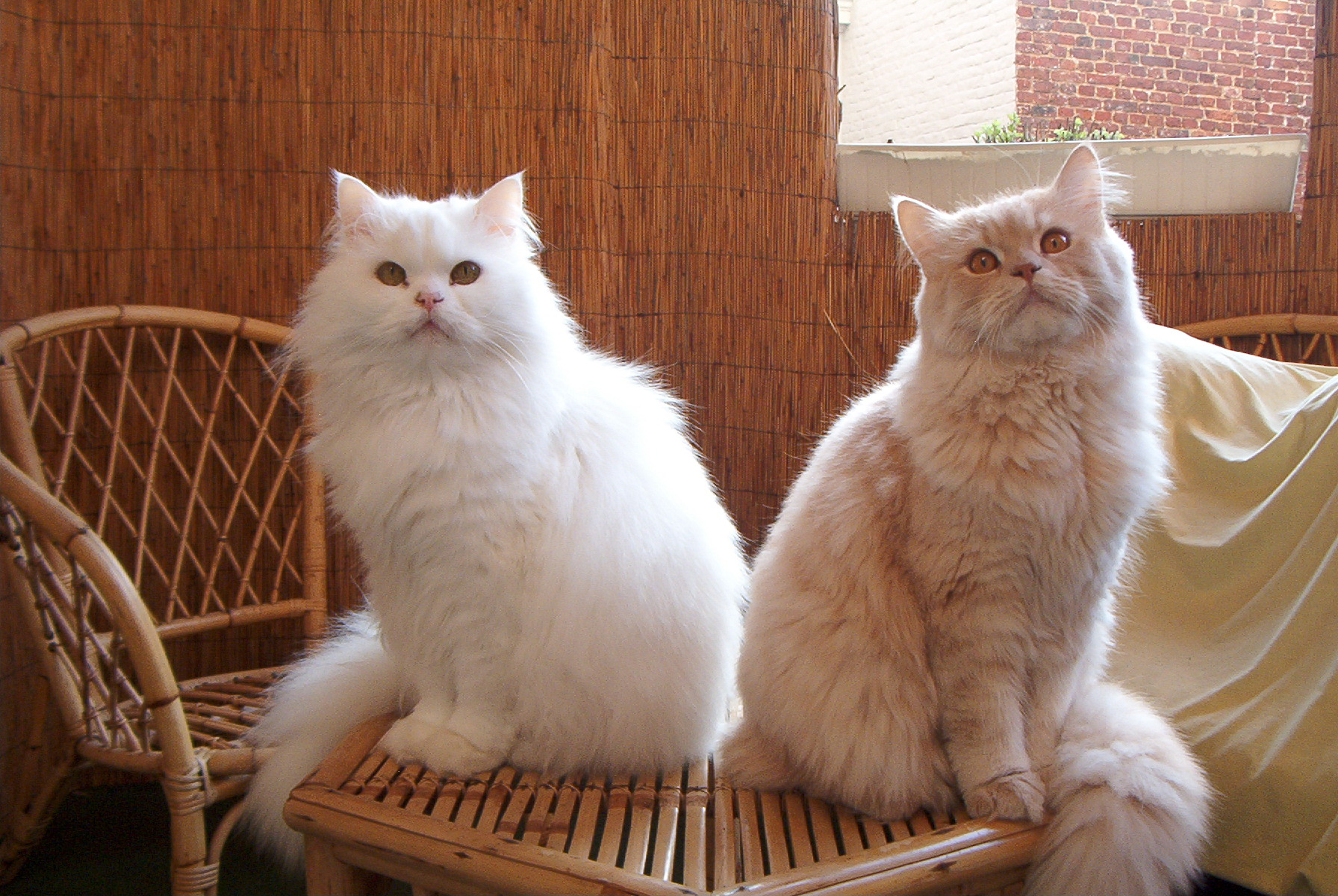
قط فارسي أبيض وآخر قشدي اللون
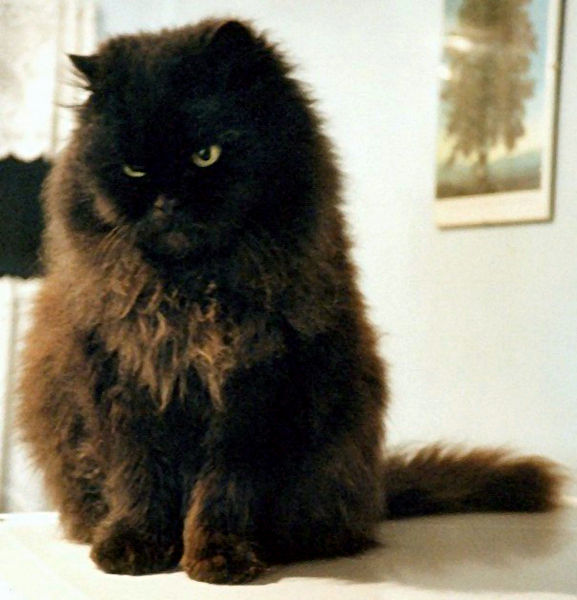
فارسي بني
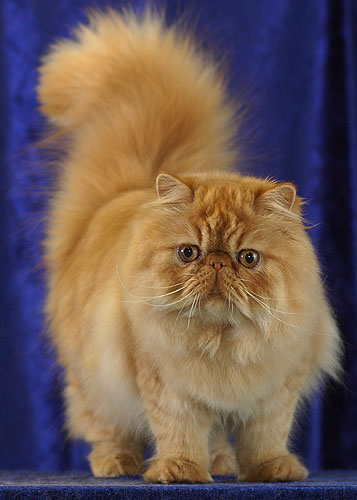
فارسي بني مائل للحمرة
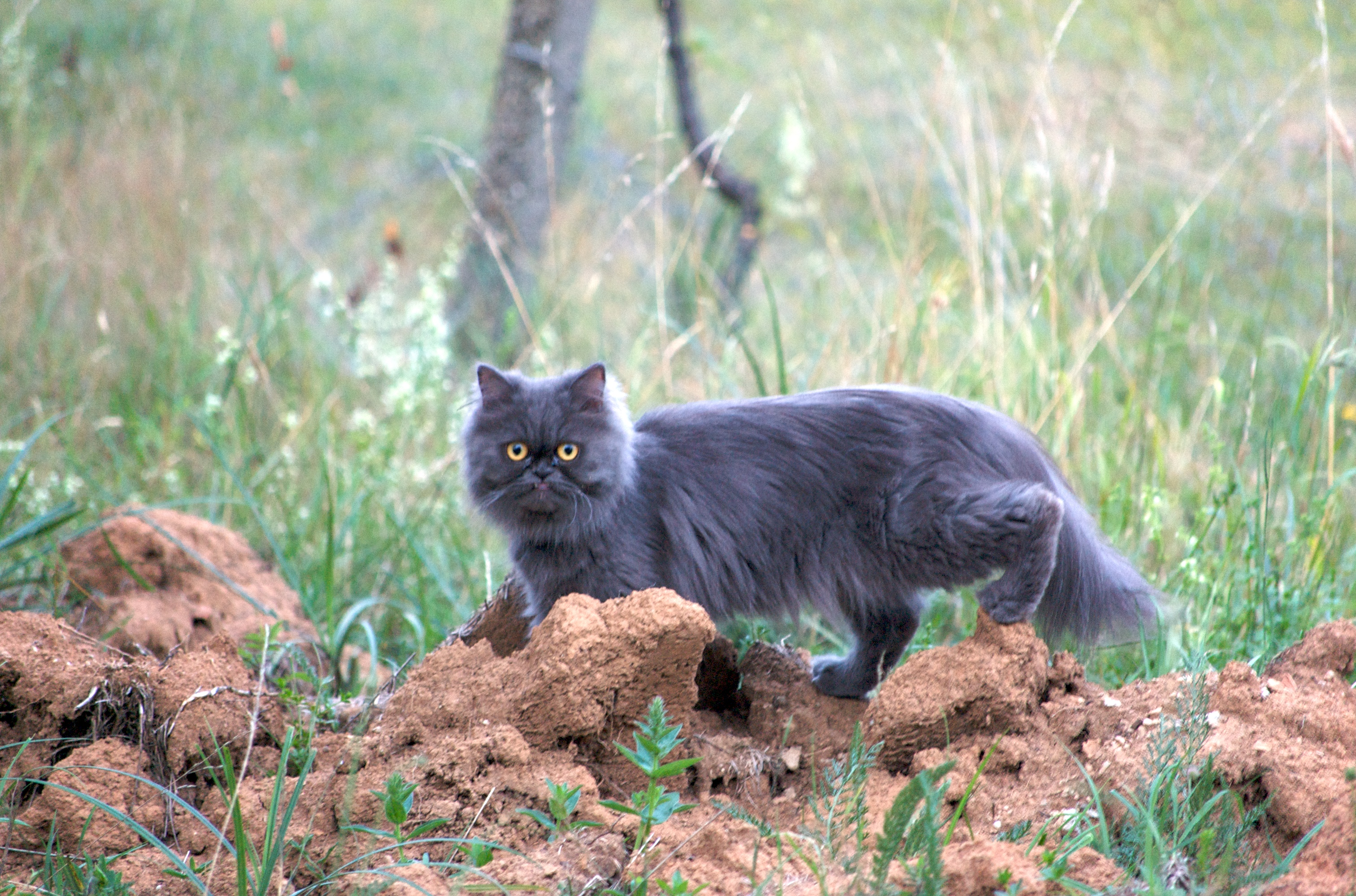
فارسي أزرق

### فراء بيضاء منقطة وصدفة السلحفاة
تم عرض القطط الفارسية ذات الفراء البيضاء المنقطة وصدفة السلحفاة في نهاية القرن التاسع عشر في معارض بالمملكة المتحدة: قط فارسي أبيض وأسود وذو فرو بشكل صدفة السلحفاة وأبيض.
القط الفارسي الأبيض المنقط يمكن أن يكون ذا لونين. يجب أن يتكون فرو الأبيض المنقط من لونين مختلفين، وفي أقصى حد يجب أن يكون نصف الفرو أبيضا. وحسب معايير الستينات فإنه يجب أن تكون بقع الألوان متوزعة بشكل متناظر، ولكن منذ ذلك الحين ألغيت هذه المعايير لأنه من الصعب جدا الحصول عليها.
وفي 1970 ظهرت فراء في ألوان وأشكال صدفة السلحفاة. وظهرت فرضية «ظهور» الفراء ثلاثية الألوان تقول بأنها ظهرت مع تناسل القطط دون نسب قصيرة الشعر. حسب البلدان، فتوزع الألوان المختلفة يجب أن يكون أكثر أو أقل تساويا: فالقطط ذات فراء صدفة السلحفاة ذات اللونين الأزرق والكريمي، وحسب المعايير الأمريكية فالبقع يجب أنتكون متباعدة وحسب المعايير الأسترالية والبريطانية فالألوان يجب أن تكون متادخلة . فرو صدفة السلحفاة يتكون من ألوان خفيفة مثل البني المائل للون الشوكولاتة، الأرجواني والكريمي ظهرت في وقت لاحق.

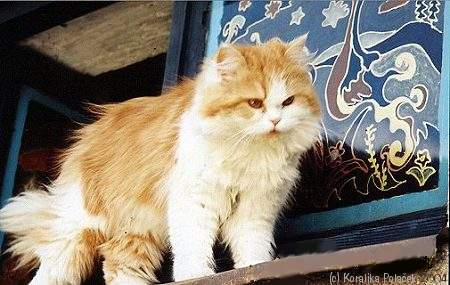
قط فارسي ذو لونين بني المائل للحمرة
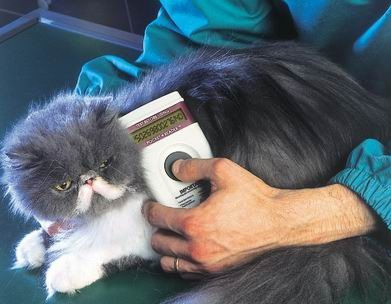
قط فارسي ذو لونين أزرق
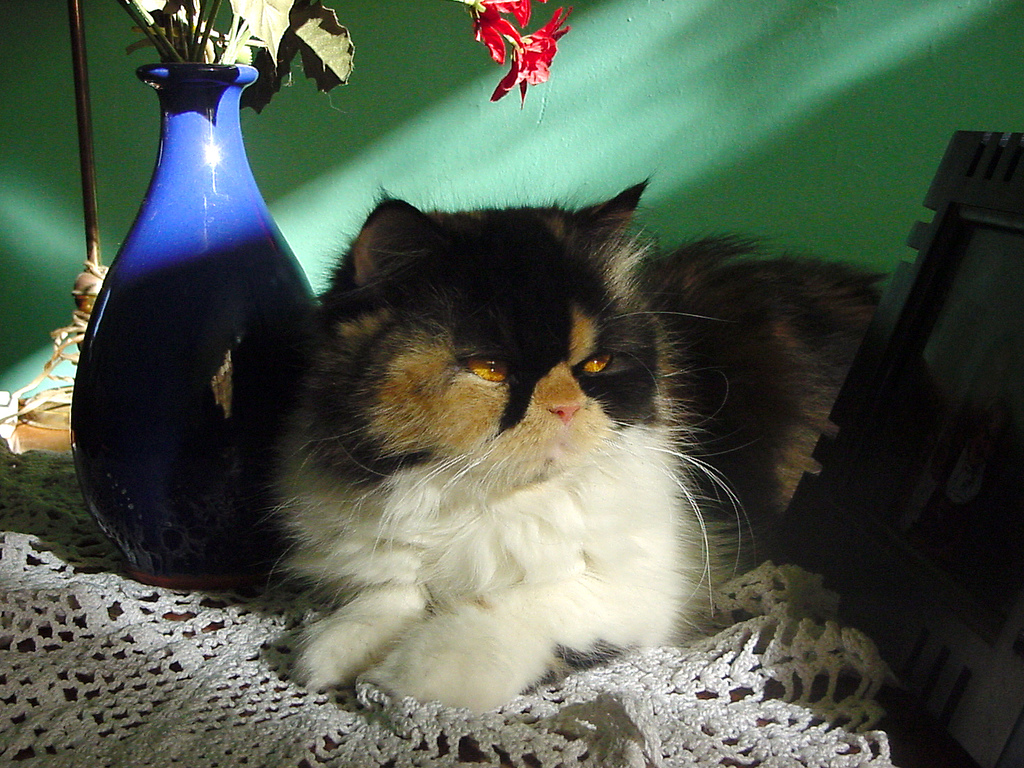
قط فارسي ذو فرو صدفة السلحفاة مع بقع أبيض
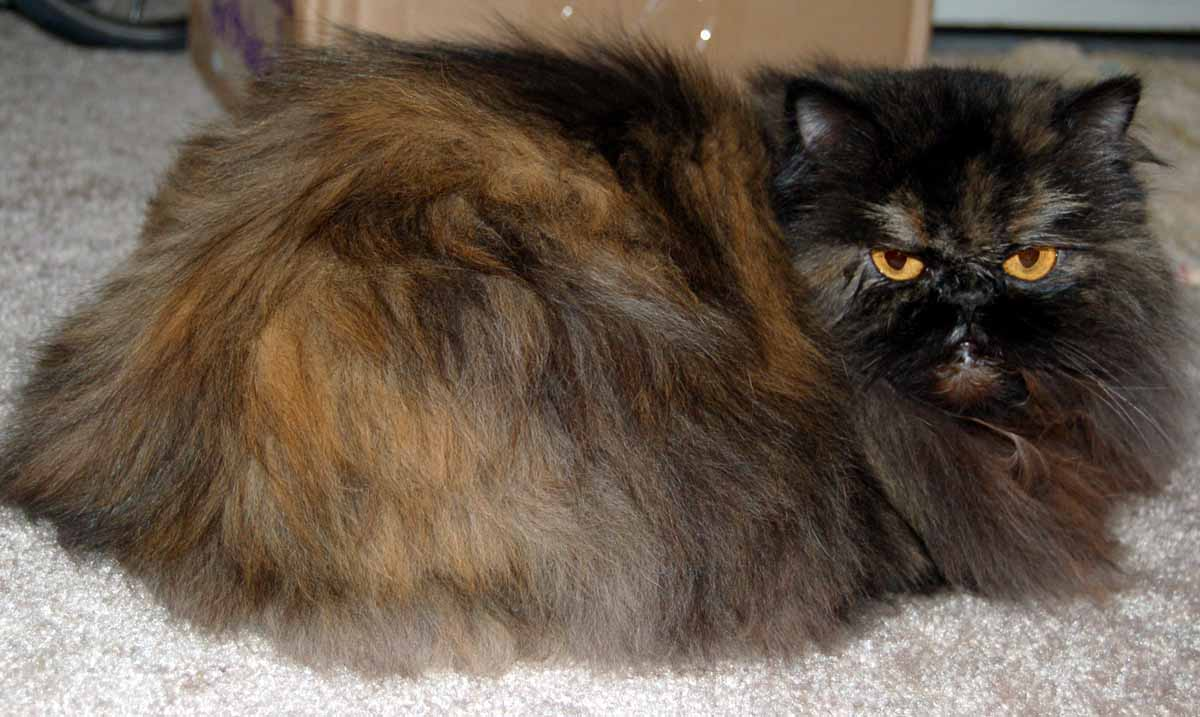
قط فارسي ذو فرو صدفة السلحفاة

### فراء مخططة

#### فراء blotched ،mackerel ،spotted و ticked tabby
تشبه القطط المخططة أسلافها البرية؛ مثل المخطط الرخامي والنمري، الأرقط. لدى القطط المخططة الرخامية خطوط عريضة وبقع بيضاوية على الجانبين، في حين أن لدى النمرية خطوطا أدق بكثير ومتوازية. وليس لدى القط الأرقط خطوط ولكن بقعا بيضاوية.